# Děti 50. let
Děti 50. let je série dokumentárních filmů, přibližujících osudy potomků politických vězňů tehdejšího stalinistického režimu na území bývalého Československa. Důvodem odnětí svobody rodičů bylo buď jejich politické přesvědčení nebo postavení, díky kterému pomáhali i jiným osobám, anebo jejich majetky (zemědělský statek, půda, továrna, vila, zcela drobný řemeslný podnik, malý obchod apod.). Rodiče byli často odsouzeni i z důvodů nepravdivých a vykonstruovaných, protože představitelům tehdejšího režimu „překáželi“ v budování socialistické vlasti, založené na myšlenkách „třídní rovnoprávnosti a spravedlnosti“.
Hlavní protagonisté dokumentů byli v době 50. let 20. století nazýváni „dětmi nepřátel státu“, „dětmi kriminálníků“. Tito lidé, dnes již sedmdesátiletí, přinášejí poprvé ve svém životě na veřejnost svá osobní svědectví o temné minulosti poválečného období v bývalém Československu. Zažili skryté formy perzekuce dětí v tehdejším totalitním systému, který je odsoudil k životu „viníka bez viny“. Vyrůstali často jen s jedním rodičem nebo u příbuzných, anebo zcela bez rodiny v dětských domovech (a to v období života, kdy dítě potřebuje stabilní a jisté rodinné zázemí). Nemohli studovat školy, které by si bývali přáli, a pokud získali vyšší vzdělání, dodělávali si ho později dálkově nebo večerně. Každý z našich protagonistů řešil svůj osud rozdílně – soustředěním se na rodinný život, sportem, psaním básní, emigrací do zahraničí… Čtrnáct půlhodinových dokumentů (osm o dcerách a šest o synech) je snahou o pochopení i vhled do současného života hlavních protagonistů, ve kterém se stále i po mnoha letech promítají jejich zážitky a zkušenosti z dětství.

## Jednotlivé díly
1. Mému otci – Miroslava Bočková
2. Jeden život – Ludmila Voříšková
3. Dáša se vrací – Dagmar Stachová
4. Jsem na zahradě – Věra Pavlovcová
5. Cesta za otcem – Eva Langrová
6. Nebojím sa hovoriť – Margita Zimanová
7. Spravedlnost hledejte u Pána Boha – Markéta Čermínová
8. (Vz)let paní Malé – Eva Malá
9. Živ paměť – Zdeněk Kout
10. Příběh Josefa Frolíka – Josef Frolík
11. Švýcarský Robinson – Jan Hlach
12. Všetko je inak – Vladimír Balko
13. Škatulata, hejbejte se! – František Brož
14. S tátou na dálku – Michal Anděl